# Marco Baroni (cantante)
Marco Baroni (Sassuolo, 27 febbraio 1983) è un cantautore italiano.

## Biografia
Scoperto e prodotto da Alberto Bertoni, già collaboratore di Pierangelo Bertoli, Francesca e Viola Valentino inizia la sua attività nel 1999, con la pubblicazione del singolo "Un'abitudine" seguito nel 2000 da "Un'altra come te", entrambi rilasciati da M.B.O. di Mario Ragni  e distribuiti CGD East West, Warner Music. Mario Ragni, importante direttore artistico di etichette come Dischi Ricordi, CGD (casa discografica)  e Carosello fu il primo ad accorgersi di Marco e a dargli una possibilità importante.  
Nel 2006 esce il singolo "La mia generazione", poco dopo aver firmato per EMI Music. Il video clip girato da Daniele Persica, viene mandato in rotazione su Mtv. 
Partecipa al Festival di Sanremo 2007 nella categoria Giovani presentato da Pippo Baudo e Michelle Hunziker passando la fase eliminatoria e raggiungendo la finale con il brano "L'immagine che ho di te". 
Partecipa come ospite a diversi programmi televisivi e radiofonici come Do Re Ciak Gulp! intervistato da Vincenzo Mollica, TG2, TG3, Unomattina, MTV (Italia), All Music, Radio Bruno Estate.
Esce il suo album di debutto intitolato "Marco Baroni" pubblicato da Virgin Records/EMI Music, contenente il brano sanremese, il precedente singolo "La mia generazione" e il terzo singolo estratto "Marta piange". Il video di questa canzone viene girato da Gaetano Morbioli a San Francisco. Anche questo video passa su Mtv.
Segue un tour estivo di 30 date sparse per la penisola, più una tappa a Mons (Belgio). 
Negli anni successivi, trascorsi prevalentemente sul palco, ha l'occasione di aprire i concerti di diversi artisti di fama come Mario Biondi, Marco Masini, Pier Cortese, Francesco Baccini e una lunga serie di concerti dell'amico Fabrizio Moro. 
Nel 2010 "L'immagine che ho di te" viene inserita nella compilation Sanremo (I Più Grandi Successi Di Sempre 1955-2010) pubblicata da EMI Music.
Esce nel 2015 il secondo album "Una corsa senza freni" prodotto da Fabio Roveroni, per Terre Sommerse e DMB Music, dal quale vengono estratti i singoli "Aria di Settembre" e "Il primo Natale". I video clip dei due brani vengono girati dal regista Simone Durante. "Il primo Natale" raggiunge il primo posto nella classifica radio indipendenti a soli due mesi dall'uscita. 
Dal 2010 inizia l'attività di autore e compositore. Scrive con Nek i singoli E da qui (che si aggiudica il Disco di platino), È con te ed Hey Dio (vincitore del Premio Lunezia), oltre ai brani Dentro l'anima, Verrà il tempo, Io no mai e Il mondo tra le mani. 
In questi anni collabora in qualità di autore con altri artisti quali Alessio Bernabei, ex frontman della band Dear Jack, lanciata dal talent Amici di Maria De Filippi, che in pochi mesi resta l'album più venduto del Festival di Sanremo 2016 aggiudicandosi il disco d'oro. In questo album Marco firma il testo del brano "Mondo Piccolo".  
Firma inoltre assieme ad Alex Bagnoli tutti i testi del primo album della cantante Cixi, finalista a X Factor (Italia), "Chissà cosa dirà mio padre", pubblicato da Sony Music. Per un periodo accompagna l'artista torinese live, suonando la chitarra acustica. 
A settembre 2017 riceve dalle mani del Cav. Mario Boni, il "Picchio Rosso d'oro" davanti a 5.000 persone a Formigine in Piazza Calcagnini, per aver scritto e interpretato il brano Picchio Rosso, dedicato allo storico locale di Modena.
Con Alberto Bertoli co-scrive i singoli "Chiamami", inno del Telefono Amico, "Cervia" (tratto dal terzo album "Stelle") e "Pane Al Pane". Inoltre suona alcune chitarre acustiche nel disco "Stelle", uscito per Halidon nel 2019.
L'11 novembre 2022, dopo aver firmato con l'etichetta milanese Sorry Mom, esce il singolo "Cenere", apripista del nuovo album previsto per il 2023. La regia del videoclip è di Nicolò Arduini. La produzione artistica del singolo è affidata a Valerio Carboni.
Il 13 gennaio 2023, esce il secondo singolo "Bravissimo Cantautore". Il videoclip questa volta girato da Andrea Venosino, viene lanciato il 2 febbraio da Sky TG24, mentre la distribuzione digitale è a cura di Sony Music.
L'8 aprile 2023 a mezzanotte esce su tutti i digital stores il terzo album "Luoghi Comuni" pubblicato da Sorry Mom /Be Next e distribuito digitalmente da Sony Music. Il disco vede collaborazioni alle canzoni da parte di Lorenzo Santangelo Premio De Andrè 2022, Ferruccio Biffarella, Alessandro Balestri e Alessandro Maria Ferrari. 
Viene pubblicato anche in cd e in tiratura limitata in vinile nero 180 grammi.
Tutto il disco è prodotto artisticamente, suonato e arrangiato da Valerio Carboni.

## Canzoni scritte da Marco Baroni
Collaborazioni autorali e/o compositive sono elencate tra parentesi nella sezione titolo.
| Anno | Titolo                                                                                                | Interprete       | Album                              |
| ---- | --- | ---------------- | ---------------------------------- |
| 2010 | E da qui (Testo e musica Nek e Marco Baroni)                                                          | Nek              | E da qui - Greatest Hits 1992-2010 |
| 2010 | E' con te (Musica di Nek, testo di Nek e Marco Baroni)                                                | Nek              | E da qui - Greatest Hits 1992-2010 |
| 2013 | Hey Dio (Musica di Nek, testo di Nek e Marco Baroni)                                                  | Nek              | Filippo Neviani                    |
| 2013 | Dentro l'anima (Musica di Nek, testo di Nek e Marco Baroni)                                           | Nek              | Filippo Neviani                    |
| 2013 | Io no mai (Musica di Nek, testo di Nek e Marco Baroni)                                                | Nek              | Filippo Neviani                    |
| 2013 | Verrà il tempo (Musica di Nek, testo di Nek e Marco Baroni)                                           | Nek              | Filippo Neviani                    |
| 2013 | Il mondo tra le mani (Musica di Nek, testo di Nek e Marco Baroni)                                     | Nek              | Filippo Neviani                    |
| 2014 | Alla faccia (Musica e testo di Marco Baroni e Alex Bagnoli)                                           | Cixi             | Alla faccia (singolo)              |
| 2016 | Mondo piccolo (Musica di Fausto Cogliati e Alessio Bernabei, testo di Marco Baroni)                   | Alessio Bernabei | Noi siamo infinito (album)         |
| 2017 | Sosia (Musica di Alex Bagnoli, testo di Eleonora Bosio, Alex Bagnoli e Marco Baroni)                  | Cixi             | Chissà cosa dirà mio padre (album) |
| 2017 | Una cosa sola (Musica di Alex Bagnoli, testo di Eleonora Bosio, Alex Bagnoli e Marco Baroni)          | Cixi             | Chissà cosa dirà mio padre (album) |
| 2017 | 118 (Musica di Alex Bagnoli, testo di Eleonora Bosio, Alex Bagnoli e Marco Baroni)                    | Cixi             | Chissà cosa dirà mio padre (album) |
| 2017 | Sei come sei (Musica di Alex Bagnoli, testo di Eleonora Bosio, Alex Bagnoli e Marco Baroni)           | Cixi             | Chissà cosa dirà mio padre (album) |
| 2017 | Le cose che non mi dai (Musica di Alex Bagnoli, testo di Eleonora Bosio, Alex Bagnoli e Marco Baroni) | Cixi             | Chissà cosa dirà mio padre (album) |
| 2017 | Condividiamo (Musica di Alex Bagnoli, testo di Eleonora Bosio, Alex Bagnoli e Marco Baroni)           | Cixi             | Chissà cosa dirà mio padre (album) |
| 2017 | Dave (Musica di Alex Bagnoli, testo di Eleonora Bosio, Alex Bagnoli e Marco Baroni)                   | Cixi             | Chissà cosa dirà mio padre (album) |
| 2017 | Amiche e basta (Musica di Alex Bagnoli, testo di Eleonora Bosio, Alex Bagnoli e Marco Baroni)         | Cixi             | Chissà cosa dirà mio padre (album) |
| 2017 | Oltre il blu (Musica di Alex Bagnoli, testo di Eleonora Bosio, Alex Bagnoli e Marco Baroni)           | Cixi             | Chissà cosa dirà mio padre (album) |
| 2017 | Fantastico" (Musica di Alex Bagnoli, testo di Eleonora Bosio, Alex Bagnoli e Marco Baroni)            | Cixi             | Chissà cosa dirà mio padre (album) |
| 2017 | Chiamami (Musica di Alberto Bertoli, testo di Alberto Bertoli e Marco Baroni)                         | Alberto Bertoli  | Chiamami (Singolo)                 |
| 2019 | Cervia (Musica e testo di Alberto Bertoli e Marco Baroni)                                             | Alberto Bertoli  | Stelle (Album)                     |
| 2020 | Pane al pane (Musica e testo di Alberto Bertoli e Marco Baroni)                                       | Alberto Bertoli  |                                    |
| 2022 | Egonauta (Musica e testo di Noemi Tommasini Valerio Carboni e Marco Baroni)                           | Noe Tommasini    |                                    |
| 2022 | Tossicalansia (Musica e testo di Noemi Tommasini Valerio Carboni e Marco Baroni)                      | Noe Tommasini    |                                    |
| 2023 | La mia meraviglia (Musica e testo di Marco Lai e Marco Baroni)                                        | Lucia Budroni    |                                    |

## Discografia

### Album studio
- 2007 - Marco Baroni
- 2015 - Una corsa senza freni
- 2023 - Luoghi Comuni

### Singoli
- 1999 - Un'abitudine M.B.O. Warner
- 2000 - Un'altra come te M.B.O. Warner
- 2006 - La mia generazione VIRGIN/EMI MUSIC ITALY
- 2007 - L'immagine che ho di te VIRGIN/EMI MUSIC ITALY
- 2007 - Marta piange VIRGIN/EMI MUSIC ITALY
- 2015 - Aria di Settembre TERRE SOMMERSE/DMB/BELIEVE
- 2015 - Il primo Natale TERRE SOMMERSE/DMB/BELIEVE
- 2019 - Picchio Rosso AUTOPRODOTTO
- 2022 - "Cenere" SORRY MOM/ARTIST FIRST
- 2023 - "Bravissimo cantautore" SORRY MOM/SONY MUSIC
- 2023 - "Come si fa" SORRY MOM/SONY MUSIC